# Paul Hastings
A Paul Hastings LLP, anteriormente conhecido como Paul, Hastings, Janofsky & Walker LLP, é uma empresa de escritórios de advocacia internacional com 22 escritórios em todo o mundo. A Paul Hastings atende uma base diversificada de clientes que inclui muitos das principais instituições financeiras e empresas da Fortune 500.  É um dos maiores escritórios de advocacia dos Estados Unidos, com mais de US$ 1 bilhão de receita em 2015.

## História

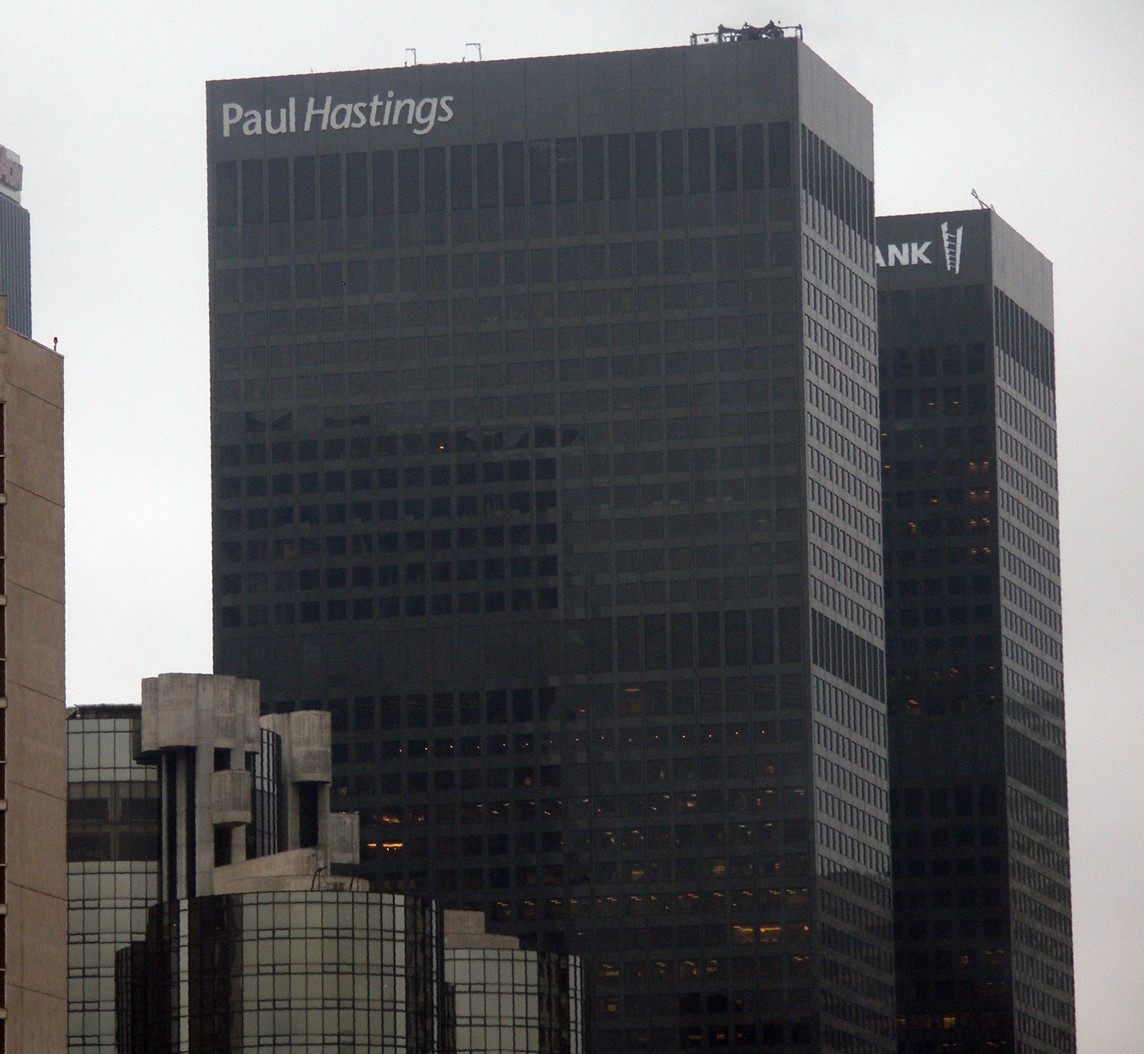
Paul Hastings Tower em Los Angeles

A expansão da empresa foi parte da visão de seus fundadores. Em 1974, a Paul Hastings primeiro se expandiu para um condado vizinho de Los Angeles, o Condado de Orange, Califórnia.  A partir daí, a empresa continuou a expandir seu tamanho e alcance geográfico para melhor atender às necessidades dos clientes. Na década de 1970, a  Paul Hastings começou a se expandir para a região da Ásia-Pacífico, ganhando uma posição ao ajudar os clientes japoneses a estabelecer operações, distribuição e joint ventures nos EUA. Na década seguinte, a empresa abriu um escritório em Tóquio, realizando fusões e aquisições e financiando trabalhos para clientes na região, bem como adquirindo novos clientes japoneses, coreanos e taiwaneses.

## Rankings
A Paul Hasting foi classificada em primeiro lugar dois anos consecutivos na lista dos 20 escritórios de advocacia mais bem sucedidos da American Lawyer ' 2014 e 2015. A empresa também foi classificada em segundo lugar em uma lista dos 40 maiores escritórios de advocacia mais inovadores do Financial Times' US Innovative Lawyers 2013.  A Paul Hastings cresceu e se tornou uma das duas únicas firmas norte-americanas fundadas depois de 1950 à alcançar o top 15 nos EUA. A firma foi reconhecida pela Law360 como Firma Pro Bono do Ano em 2013 e classificada em 1º lugar na AmLaw Associate Tech Survey de 2013. A Paul Hastings também ficou em primeiro lugar como a Melhor Empresa em Geral a Trabalhar pelo Vault.com .
A Paul Hastings foi uma das primeiras empresas dos EUA na Ásia e hoje mantém escritórios em Pequim, Hong Kong, Xangai, Seul e Tóquio. Além disso, aPaul Hastings tem uma forte presença na Europa, com escritórios em locais importantes, como Bruxelas, Frankfurt, Londres, Milão e Paris. Paul Hastings abriu um escritório em 2016 em São Paulo, Brasil. A prática européia aconselha clientes em todo o continente em questões de leis e regulamentos franceses, alemães, italianos, do Reino Unido, dos EUA e da UE.
Uma das principais áreas de atuação da empresa é atuar como consultor de credores designado em aquisições de private equity.

## Advogados notáveis
- Eric Holzer, um associado do escritório da empresa em Nova York, foi acusado em 2008 de insider trading depois de receber "dicas" de um corretor do Lehman Brothers. Ele foi condenado a liberdade condicional.[5][6]
- Thomas P. O'Brien , ex-procurador dos Estados Unidos para o Distrito Central da Califórnia , juntou-se a Paul Hastings em 2009.[7]
- Ralph B. Everett , primeiro sócio afro-americano da Paul Hastings e conselheiro de várias campanhas presidenciais dos EUA.[8]
- Dina Ellis Rochkind , ex-secretária assistente do Tesouro dos EUA e principal funcionário do Senado no JOBS Act .

## Cultura Popular
- O prédio d Paul Hastings pode ser visto na vista aérea de Los Angeles em quase todos os episódios da série Alias. O escritório de Los Angeles também é exibido nos filmes Transformers , End of Watch e Obsessed .